# Wolfgang Hagemann (Botaniker)
Wolfgang Hagemann (* 30. September 1929 in Wiesbaden; † 4. September 2021 in Heidelberg) war ein deutscher Botaniker. Er beschäftigte sich mit der vergleichenden Morphologie, der Pflanzenentwicklung, besonders der Spross- und Blattentwicklung bei Farnen und Blütenpflanzen sowie mit den Grundlagen der Pflanzengestaltung, Konstruktion und der Rolle des Organismus in der Evolution.

## Biographie
Wolfgang Hagemann kam 1929 in Wiesbaden als Sohn des Oberforstmeisters Wilhelm Viktor Hagemann und der Pianistin Margarethe Hagemann geb. Blaß zur Welt. Er war seit 1960 verheiratet mit Gisela Hagemann geb. Fleischer. Gemeinsam hatten sie 4 Kinder.
Seine Schulausbildung beendete er 1950 mit dem Abitur in Holzminden a.d. Weser. Ab 1950 studierte er Biologie, Chemie und Physik an der Universität Mainz und erreichte 1956 den Abschluss als Diplombiologe. Seine Promotion konnte er 1957 abschließen. Thema seiner Dissertation war: „Vergleichende morphologische, anatomische und entwicklungs-geschichtliche Studien an Cyclamen persicum Mill., sowie einigen weiteren Cyclamen-Arten“. Betreut wurde seine Promotion durch Wilhelm Troll.
Es folgte eine wissenschaftliche Assistenz an der Universität des Saarlandes (1959–1963). 1962 wurde Hagemann habilitiert.
Ab 1963 wirkte er als wissenschaftlicher Rat an der Ruprechts-Karls-Universität Heidelberg wo er 1970 zum Außerordentlichen Professor an der Fakultät für Biologie ernannt wurde. 1974–1993 wirkte er ebendort als ordentlicher Universitätsprofessor.
Zahlreiche Forschungsreisen führten ihn unter anderem nach Kolumbien, Neuguinea, Australien und zahlreiche europäische Länder.

## Nachlass
Den wissenschaftlichen Nachlass von Wolfgang Hagemann bewahrt das Universitätsarchiv bzw. der Botanische Garten Heidelberg.

## Veröffentlichungen (Auswahl)
Habilitationsschrift
Weitere Untersuchungen zur Organisation des Sproßscheitelmeristems: Der Vegetationspunkt traubiger Infloreszenzen nebst einer einleitenden Vorschau auf die Grundlagen und Ziele der in Angriff genommenen entwicklungsgeschichtlichen Studien. Saarbrücken 1962.
weitere Veröffentlichungen
- Wolfgang Hagemann: Sind Farne Kormophyten? Eine Alternative zur Telomtheorie. In: Plant Systematics and Evolution. Band 124, 1976, S. 251–277. (Kurzfassung in Berichte der schweizerischen botanischen Gesellschaft 85, 1975, S. 168.)

- Wolfgang Hagemann: Baupläne der Pflanzen, eine vergleichende Darstellung ihrer Konstruktion. Skriptum der Vorlesung gleichen Titels unter Mitarbeit von M. Knierim, M. Erdel, E. Riehle. Selbstverlag, Heidelberg 1984.

- Wolfgang Hagemann: Vergleichende Morphologie der Pflanzen: Was kann sie zur phylogenetischen Forschung beitragen (erläutert am Beispiel von Verzweigungssystemen)? In: K. Edlinger (Hrsg.): Form und Funktion Ihre stammesgeschichtlichen Grundlagen. Wiener Universitätsverlag, Wien 1989, S. 145–168.

- D. R. Kaplan, W. Hagemann: The Organism and Plant Cells in Light of Goethe's Comparative Morphological Method. In: G. Mann, D. Mollenhauer, S. Peters (Hrsg.): In der Mitte zwischen Natur und Subjekt. Johann Wolfgang von Goethes „Versuch die Metamorphose der Pflanzen zu erklären“ 1790–1990; Sachverhalte, Gedanken, Wirkungen. SNG-Buch, Frankfurt 1992, S. 93–110.

- Wolfgang Hagemann: Der Organismus als Subjekt in der Evolution: Die Wiederkehr des offenen Typus in der Pflanzenevolution. In: P. Heusser (Hrsg.): Goethes Beitrag zur Erneuerung der Naturwissenschaften. P. Haupt-Verlag, Bern 2000, S. 63–106.